# Gadna
Gadna es un pueblo ubicado en el distrito de Szikszó, en el condado de Borsod-Abaúj-Zemplén, Hungría.

## Superficie
Posee una superficie de 8,090 kilómetros cuadrados.

## Demografía
Hasta 2019 la población era de 287 habitantes, con una densidad de población de 35,48 habitantes por kilómetro cuadrado.